# Himmelsuhr

Großer Wagen als Zeiger einer „Himmelsuhr“. Der Zeiger ist vom Polarstern zu den Kastensternen zu denken – also entgegengesetzt zur gezeigten Pfeilrichtung – hier also „5 Uhr“

Als Himmelsuhr werden freiäugige Methoden zur Bestimmung der genäherten Uhrzeit bei Nacht bezeichnet. Die bekannteste Methode benützt die zum Polarstern weisenden Kastensterne des Großen Wagens.
Man stellt sich ein Zifferblatt vor mit dem Polarstern im Zentrum und liest den „Uhrzeiger“ ab (im Bild etwa 5 Uhr). Der weitere Vorgang ist folgender:
1. addiere zur abgelesenen „Zeit“ die Anzahl der Monate seit Anfang März
2. multipliziere diese Summe mit 2
3. und ziehe das Ergebnis von 24 (bzw. 48) ab

Daraus ergibt sich die genäherte MEZ (bzw. in anderen Zeitzonen die genäherte Zonenzeit).
Beispiel für 16. November, Zeigerstellung 5 Uhr
1. 5,0 + 8,5 = 13,5
2. 13,5 × 2 = 27,0
3. 48 - 27,0 = 21,0 Uhr MEZ.

Gleiche Zeigerstellung am 16. Oktober ergäbe 23 Uhr MEZ (also 24 Uhr MESZ).

## Erklärung der Formel
- Multiplikation mit 2: unser „Zifferblatt“ hat nur 12 Stunden, die Himmelsdrehung braucht hingegen knapp 24 Stunden
- Subtraktion: Der Sternhimmel dreht sich scheinbar gegen den Uhrzeigersinn
- Monatskorrektur: der Sterntag dauert 23:56 Stunden, die Uhrzeit richtet sich aber nach der Sonne.

## Genauigkeit
Mit einer Zeigerablesung auf ¼ Stunde ergibt sich die Uhrzeit auf ½ Stunde genau. Nahe den Stellungen „3“ und „9“ ist der Fehler etwas größer, wenn man vom Polarstern horizontal ausgeht. Tatsächlich müsste man hier den gekrümmten Großkreis berücksichtigen, der vom Polarstern hinunter zum Ost- bzw. Westpunkt des Horizonts verläuft – dann lässt sich die Viertelstunde erreichen.
Die Methode gilt streng nur für Zonenmeridian (für MEZ: 15° östlicher Länge von Greenwich). Allenfalls sind pro Grad Längendifferenz 4 Minuten zu korrigieren – z. B.
- für Hamburg (10° östlicher Länge = 15° ö.L. - 5°): 5 x 4 min = 20 Minuten addieren
- für Wien (16° östlicher Länge = 15° ö.L. + 1°): 1 x 4 min = 4 Minuten subtrahieren.